# Lucky Igbinedion
Lucky Nosakhare Igbinedion, född 13 maj 1957, var guvernör i Edo, Nigeria från 29 maj 1999 till 29 maj 2007.